# Brouwerova věta o pevném bodu
Brouwerova věta o pevném bodu je v matematice tvrzení, že pro každé spojité zobrazení f z uzavřené koule do sebe existuje bod x takový, že {\displaystyle f(x)=x}. Takový bod se nazývá pevný bod f.
Obecněji, libovolné spojité zobrazení z konvexní kompaktní množiny Euklidova prostoru do sebe má pevný bod.